# Gulkhan Eudokija
Carica Eudokija (grčki Ευδοκία, rođena kao Gulkhan (gruzijski გულქან, † 2. svibnja 1395.), carica Trapezunta
Bila je kći kralja Gruzije, Davida IX. Gruzijskog, i njegove supruge, kraljice Sinduhtar Džakeli, te sestra kralja Bagrata V. Velikoga.
Gulkhan je prvo bila zaručena ili udana za princa Andronika od Trapezunta, sina cara Aleksija III. i njegove konkubine.
Dana 14. ožujka 1376. Andronik je pao s prozora svoje palače i umro.
Sljedeće se godine Gulkhan udala za Andronikovog polubrata Manuela III. Trapezuntskog, sina Aleksija i Teodore Komnene. Uzela je ime Eudokija, što je bilo ime Manuelove sestre.
Manuela i Gulkhan vjenčao je patrijarh Teodozije.
Godine 1390. Eudokija je postala carica. Mužu je rodila sina Aleksija IV. Trapezuntskog.
Umrla je 2. svibnja 1395.
Njena je nasljednica bila carica Ana Filantropena.